# 비대칭

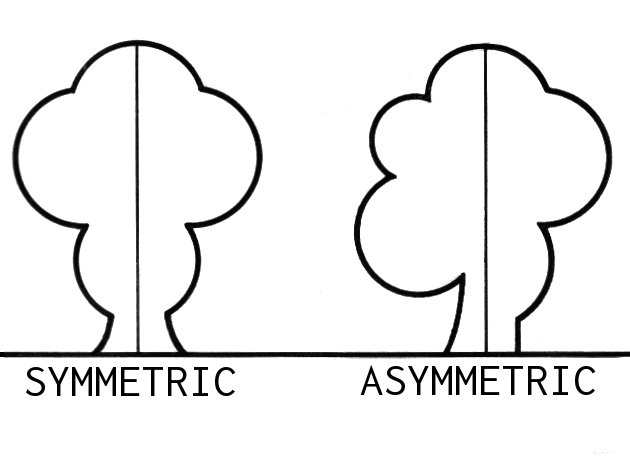
(좌) 대칭 (우) 비대칭

비대칭(非對稱) 또는 애시머트리(asymmetry)는 대칭이 깨진 것이다.

## 예시
- 한쪽 발이 무겁다.
- 어느 게의 종은 한쪽 집게가 훨씬 크다.
- 우주가 탄생할 때 물질이 반물질보다 많이 생겼다.
- 기준으로부터 양쪽이 다르다.

## 같이 보기
- 대칭